# HanseYachts
Die HanseYachts AG ist ein deutscher Sportboothersteller mit Sitz in der Hansestadt Greifswald. Das Unternehmen produziert Motor- und Segelyachten unter verschiedenen Markennamen. Es ist an der Frankfurter Börse gelistet (General Standard).

## Unternehmensangelegenheiten
HanseYachts AG ist das Mutterunternehmen der HanseYachts Group. Es erfüllt zentrale Holdingfunktionen und verwaltet den größten Teil des operativen Geschäfts der Gruppe. HanseYachts AG hält direkt oder indirekt 100 % des Eigenkapitals in nahezu allen Tochtergesellschaften, einschließlich Hanse (Deutschland) Vertriebs GmbH & Co. KG, Verwaltung Hanse (Deutschland) Vertriebs GmbH, HanseYachts Marken Portfolio AG & Co. KG, Moody Yachts GmbH, Dehler Yachts GmbH, Sealine Yachts GmbH, Hanse Yachts US, LLC, USA, HanseYachts Sp. z o.o. in Polen (bis zum 3. Oktober 2022 als Technologie Tworzyw Sztucznych Sp. z o.o. oder kurz "TTS" bekannt) mit ihrer Tochtergesellschaft Balticdesign Institut Sp. z o.o. und Yachtzentrum Greifswald Beteiligungs-GmbH mit ihrer nicht mehr operativ tätigen Tochtergesellschaft Mediterranean Yacht Service Center SARL, Frankreich.

## Geschichte

### Gründung und Aufstieg (1990–2007)

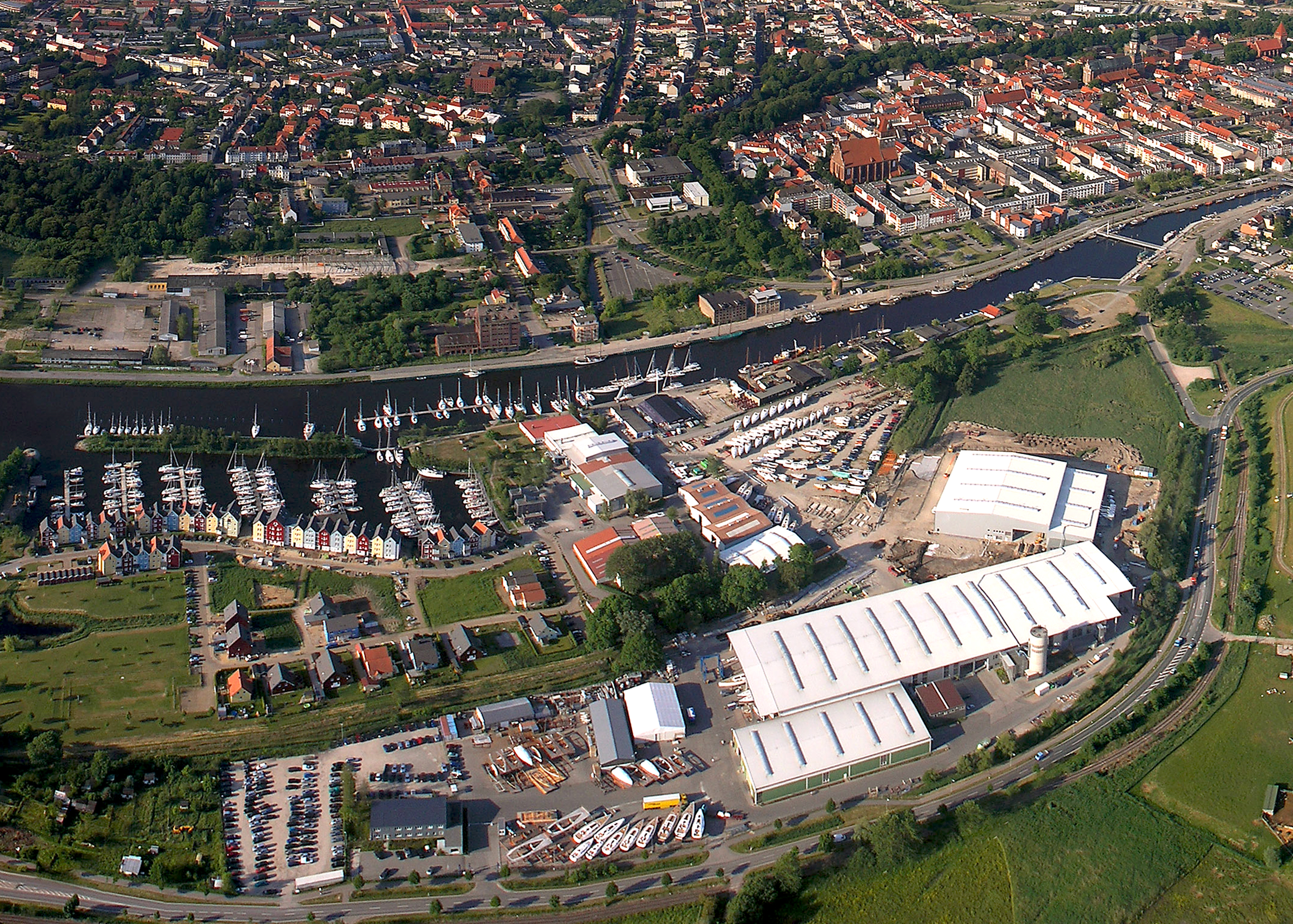
Standort in Greifswald

Direkter Vorläufer der heutigen HanseYachts-Werft ist die Boots- und Reparaturwerft Greifswald, die wiederum ihren Ursprung in der Buchholzschen Werft, der letzten großen Greifswalder Werft für Holzschiffe, hatte. Die HanseYachts AG wurde 1990 von Michael Schmidt gegründet, dem Gewinner des Admiral’s Cup 1985. Bis 2006 hieß die Firma Yachtzentrum Greifswald. Produktion und Verkauf begannen 1993 mit der Hanse 291, deren Konstruktion auf der Aphrodite 291 und den Ideen der Konstrukteure Carl Baier und Bent Elgaard beruhte. Später folgte die aus der Finngulf 33 entwickelte Hanse 331.
Gemessen an der Anzahl verkaufter Boote wurde das Unternehmen einer der weltweit drei größten Hersteller hochseetüchtiger Segelyachten. 2006 lieferte das Unternehmen aus seinem direkt am Ryck gelegenen Stammwerk erstmals über 700 Boote aus. Im Laufe des Geschäftsjahres 2007/2008 erweiterte die HanseYachts AG ihre Produktionskapazitäten in Greifswald sowie am polnischen Standort Goleniów (Schalenproduktion) noch einmal deutlich. Diese und frühere Investitionen wurden teilweise durch EU-Mittel gefördert.

### Akquisitionen und Krise (2007–2010)
Zur Produktpalette gehören seit 2007 Motoryachten der norwegischen Marke Fjord. 2008 erweiterte die HanseYachts AG das Produktportfolio um Decksalon- und Achtercockpityachten, die unter der 2007 erworbenen englischen Traditionsmarke Moody vertrieben werden. Ebenfalls 2007 wurde das Unternehmen an die Börse geführt. Im März 2008 gab die HanseYachts AG bekannt, dass die zum Börsengang gemachten Prognosen aufgrund verschiedener organisatorischer Probleme und des hohen Wettbewerbsdrucks nicht eingehalten werden können. 2009 kaufte die HanseYachts AG die insolvente Dehler-Werft.

### Übernahme und weitere Entwicklung (2011–heute)
Im Juli 2011 übernahm die in München ansässige Investmentholding Aurelius die Mehrheitsbeteiligung an der HanseYachts AG, gleichzeitig schied Firmengründer Michael Schmidt aus dem Unternehmen aus. Ende 2012 wurde der Dehler-Standort in Freienohl geschlossen und die Dehler-Produktion nach Greifswald verlagert. Im Herbst 2013 erwarb Aurelius für HanseYachts die englische Traditionsmarke Sealine (Motorboote) aus der Insolvenzmasse der vormaligen Sealine-Werft in Kidderminster. Seit 2014 werden Sealine-Yachten in Greifswald hergestellt und vertrieben. Im selben Jahr wurde die 2009 begonnene Produktion des Typs Varianta 18 wieder eingestellt.
Im Mai 2017 akquirierte Aurelius den französischen Katamaranhersteller Privilège Marine SAS mit Sitz in Les Sables-d’Olonne. Im August 2017 übernahm HanseYachts im Zuge mehrerer Vereinbarungen mit der neuen Konzernschwester die Marke Privilège.
Mit Wirkung zum 17. Oktober 2022 verkaufte HanseYachts AG ihre Beteiligung an Privilege Marine im Zuge einer Portfolio-Optimierungsmaßnahme. Der französische Katamaranhersteller mit Sitz in Port Olona, Les Sables d’Olonne, Frankreich, wurde von einem Konsortium unter der Leitung des verwandten und langjährigen CEO Gilles Wagner zusammen mit einer Gruppe von Kunden des Unternehmens erworben.

## Struktur, Produktion und Verkauf
Die HanseYachts AG produziert an ihren Standorten in Greifswald und Goleniów Segel- und Motoryachten von 10 bis 21 Meter Länge. Das Laminierwerk in Goleniów stellt Rumpf- und Deckschalen her und übernimmt erste Schritte der Montage. Im Geschäftsjahr 2018/19 verkaufte HanseYachts 575 Boote. Etwa 80 % der produzierten Yachten werden exportiert.

## Aktuelle Modelle
Stand: Februar 2022

### Segelyachten

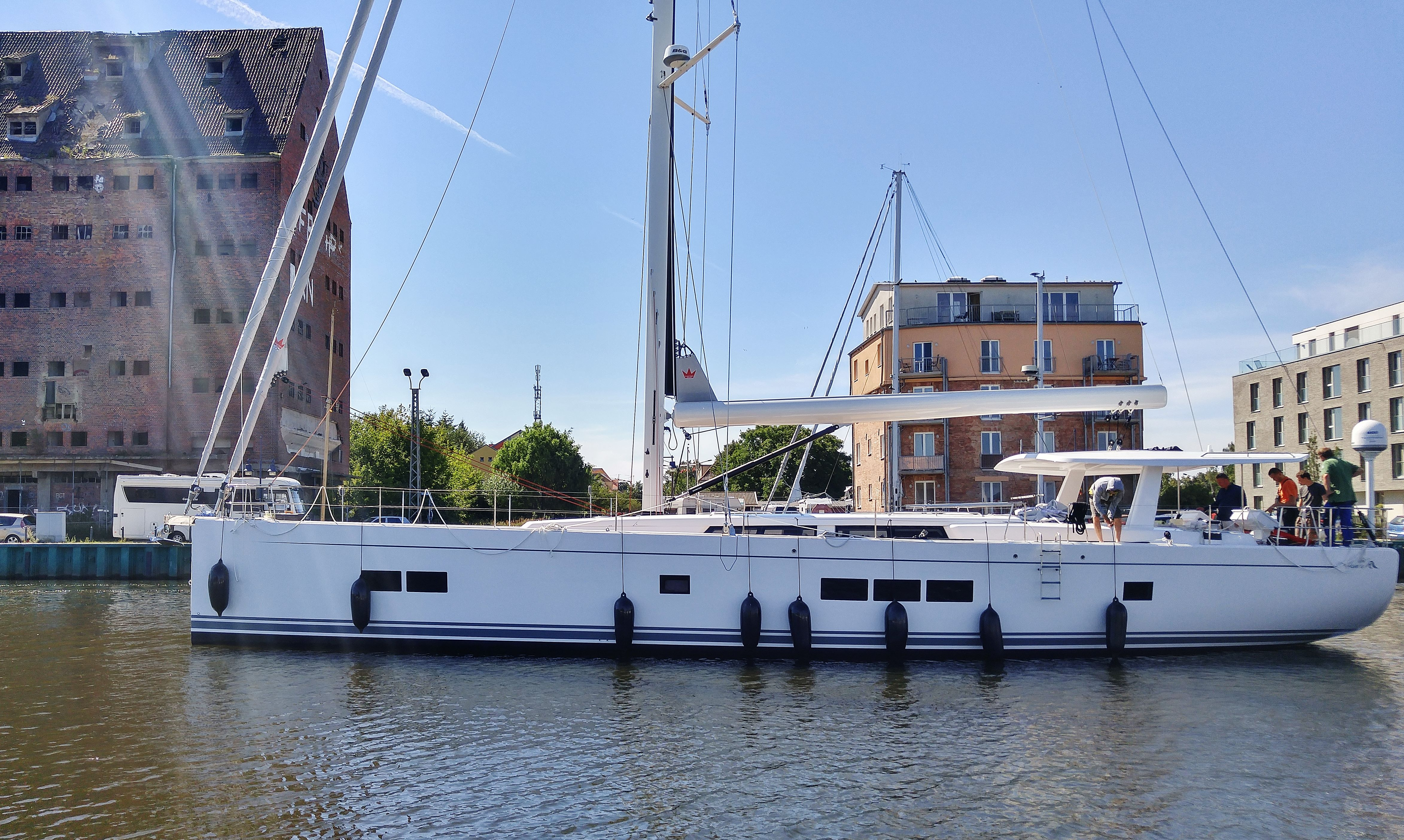
Segelyacht Hanse 675

| Modell    | seit | Modell         | seit | Modell      | seit |
| --------- | ---- | -------------- | ---- | ----------- | ---- |
| Hanse 315 | 2015 | Dehler 29      | 2010 | Moody 41 AC | 2009 |
| Hanse 348 | 2018 | Dehler 30 od 1 | 2019 | Moody 41 DS | 2020 |
| Hanse 388 | 2017 | Dehler 34      | 2016 | Moody 45 DS | 2008 |
| Hanse 418 | 2017 | Dehler 38 SQ   | 2020 | Moody 54 DS | 2014 |
| Hanse 460 | 2021 | Dehler 42      | 2016 |             |      |
| Hanse 510 | 2022 | Dehler 46 SQ   | 2022 |             |      |
| Hanse 548 | 2017 |                |      |             |      |
| Hanse 588 | 2016 |                |      |             |      |
| Hanse 675 | 2016 |                |      |             |      |
| Hanse 510 | 2022 |                |      |             |      |

### Motoryachten

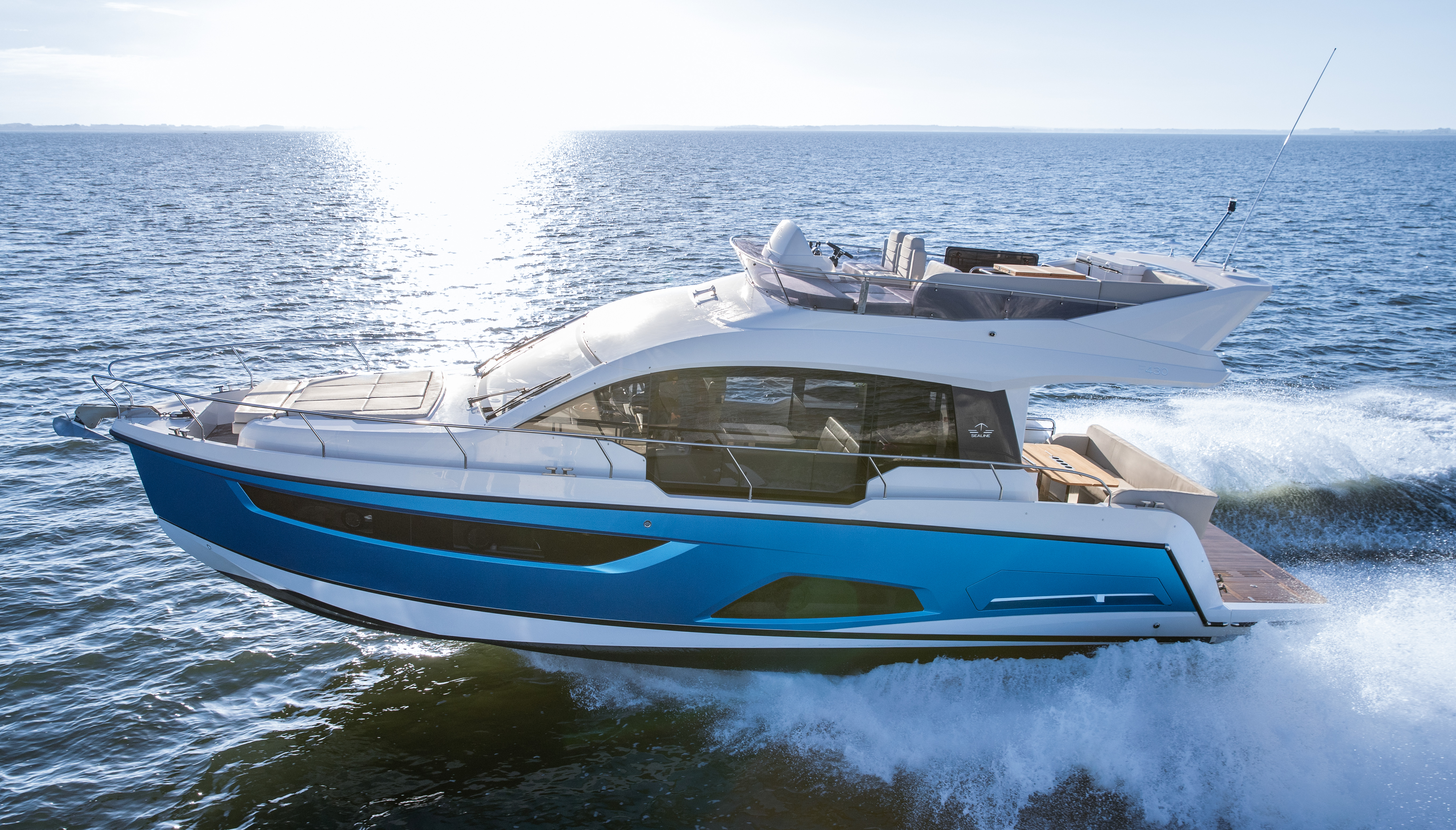
Motoryacht Sealine F430

| Modell          | seit | Modell            | seit |
| --------------- | ---- | ----------------- | ---- |
| Sealine S335    | 2022 | Fjord 38 open     | 2019 |
| Sealine S335v 2 | 2022 | Fjord 38 xpress 2 | 2018 |
| Sealine C335    | 2021 | Fjord 40 open     | 2007 |
| Sealine C335v 2 | 2021 | Fjord 41 XL       | 2020 |
| Sealine S390    | 2022 | Fjord 44 open     | 2018 |
| Sealine C390    | 2019 | Fjord 44 coupé    | 2018 |
| Sealine C390v 2 | 2020 | Fjord 52 open     | 2018 |
| Sealine S430    | 2020 |                   |      |
| Sealine C430    | 2017 |                   |      |
| Sealine F430    | 2018 |                   |      |
| Sealine C530    | 2017 |                   |      |
| Sealine F530    | 2016 |                   |      |

## Regatten
- Hanse Cup: Seit 1998 richtet HanseYachts auf der Ostsee eine viertägige Regatta rund um Rügen aus. Teilnehmen können Hanse-Eigner und seit 2016 auch Dehler-Eigner.[19]
- Hanse Cup Adriatic: Seit 2012 veranstaltet der Segelclub Zenta im Süden Kroatiens eine dreitägige Regatta für Hanse-Yachten.[20]

## Auszeichnungen
- „Boat Builder of the Year Award 2016“, verliehen vom britischen Fachmagazin „Sailing Today“[21]
- „Boatbuilder of the Year 2018“, verliehen vom britischen Fachmagazin „Sailing Today“[22]